# 艾克斯-维勒莫尔-帕利斯
艾克斯-维勒莫尔-帕利斯（法語：Aix-Villemaur-Pâlis，法語發音：[ɛks vilmɔʁ palis]）是法国奥布省的一个市镇，位于该省西南部，属于特鲁瓦区。

## 历史
艾克斯-维勒莫尔-帕利成立于2016年1月1日，由以下3个市镇合并而成：
- 奥特地区艾克斯（Aix-en-Othe）
- 帕利斯（Palis）
- 瓦讷河畔维勒莫尔（Villemaur-sur-Vanne）

其中奥特地区艾克斯为政府驻地。

## 地理
艾克斯-维勒莫尔-帕利斯（48°13'27"N, 3°44'7"E）面积75.3 平方千米，位于法国大東部大區奥布省，该省份为法国中北部省份，北起马恩省，西接塞纳-马恩省，西南至约讷省，东南至科多尔省，东临上马恩省。

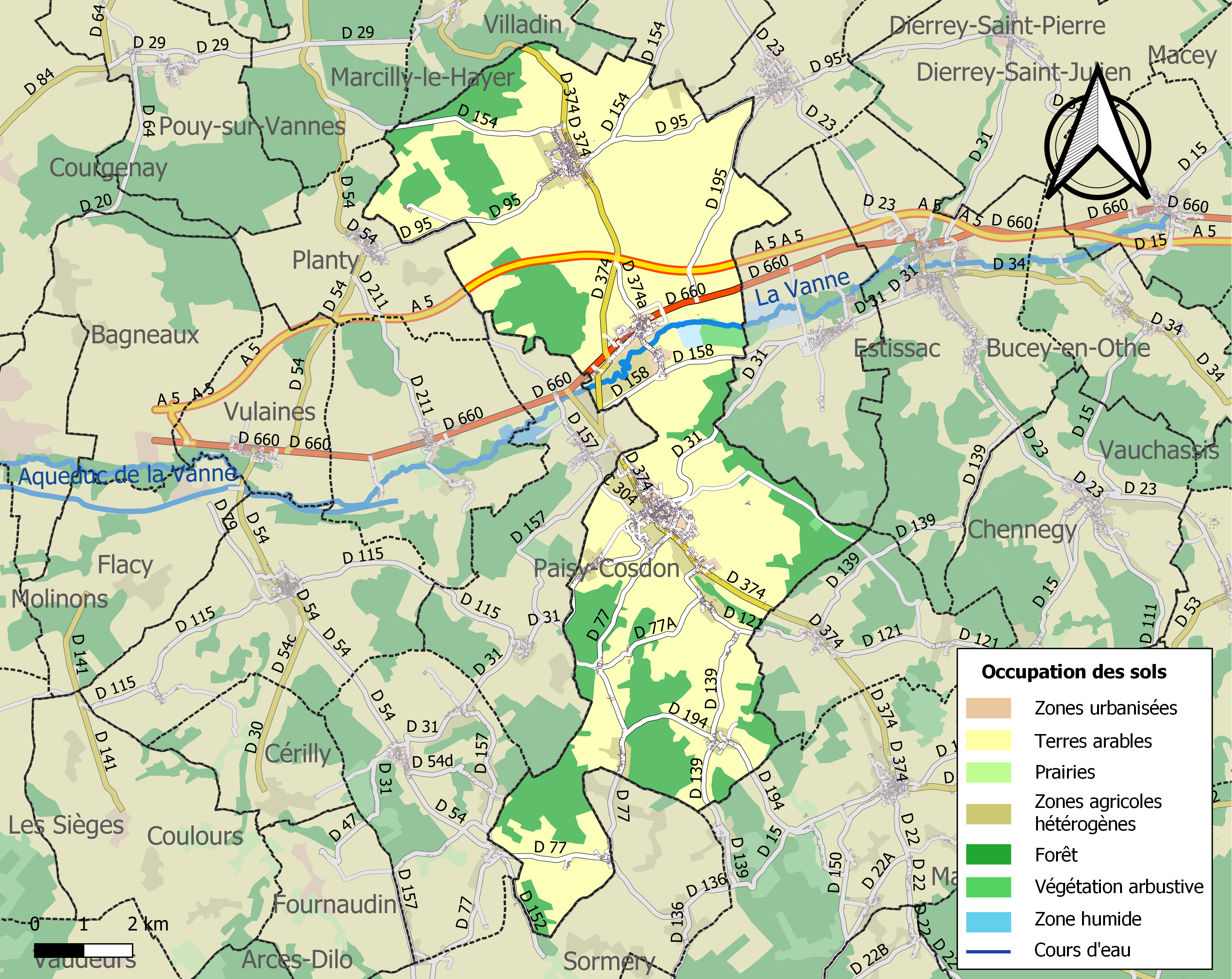
艾克斯-维勒莫尔-帕利斯的OSM定位图

与艾克斯-维勒莫尔-帕利斯接壤的市镇（或旧市镇、城区）包括：贝吕勒、瓦讷河畔讷维尔、派西科东、奥特地区圣马尔、奥特地区维勒穆瓦龙、奥特地区伯尔、马西伊勒阿耶、福-维勒塞夫、梅尼勒圣卢、普朗蒂、维拉丹。
艾克斯-维勒莫尔-帕利斯的时区为UTC+01:00、UTC+02:00（夏令时）。

## 行政
艾克斯-维勒莫尔-帕利斯的邮政编码为10160、10190，INSEE市镇编码为10003。

## 政治
艾克斯-维勒莫尔-帕利斯所属的省级选区为艾克斯-维勒莫尔-帕利斯县。

## 人口
艾克斯-维勒莫尔-帕利斯于2022年1月1日时的人口数量为3336人。